# Paralaxní scrolling
Paralaxní scrolling je jedna z technik v počítačové grafice, která simuluje 3D hloubku pohyblivého obrazu ve 2D. Tato technika se používá již od 40. let 20. století, kdy našla uplatnění zejména v animovaném filmu. Další rozšíření nastalo počátkem 80. let 20. století v oblasti herního počítačového průmyslu. První hrou, která této techniky využila byl titul Moon Patrol z roku 1982.
Paralaxní scrolling se v oblasti počítačových her používá zejména v žánru nazývaném scrolling shooter. Slovo paralaxa pochází z řečtiny, „scrolling“ znamená v angličtině posun.

## Příklad
Tato animace využívá čtyř vrstev, z nichž se tři pohybují a jedna je statické pozadí.
Tyto vrstvy jsou:
- vrstva pozadí: hvězdná obloha
- vrstva 1: pohoří
- vrstva 2: zeleň na pozadí
- vrstva 3: zeleň v popředí a cesta

Pozadí je statické a vrstvy 2 a 3 se pohybují dvakrát rychleji než vrstva 1, čímž se vzbudí dojem prostorové perspektivy.

## Metoda vrstev
Některé zobrazovací systémy umožňují zobrazování více vrstev pozadí, které je možné scrollovat nezávisle na sobě jak ve vertikálním, tak horizontálním směru a zároveň tyto vrstvy pojit pomocí techniky zvané compositing. Na takových systémech mohl být paralaxní scrolling vytvářen pouhou změnou pozice vrstvy v horizontálním nebo vertikálním směru různým přírůstkem v daném směru. Vrstvy, které se pohybovaly rychleji představovaly předměty blíže k virtuální kameře. Nejblíže umístěné vrstvy byly zpravidla vytvářeny pro interakci s hráčem.
Pozn: Compositing je technika pro skládání obrázků z více zdrojů. Používá se v digitální videoprodukci, při vytváření 3D scén, digitální fotografii apod.

### Metoda spritů
Jestliže bylo počítáno s velkým množstvím použitých spritů, mohl se programátor rozhodnout nahradit vrstvu, resp. vytvořit pseudo-vrstvu ze spritů. Takto byla například naprogramována hra Star Force pro NES.

### Metoda opakování bloků nebo animací
Přes opakující se pozadí jakoby „plynuly“ objekty, čehož bylo dosaženo animací povrchů bitmap. Stále se opakující animace na stále se opakujících bitmapových elementech poskádaných k sobě pak vytvářela iluzi paralaxního scrollingu. Takto se vytvářela zejména hvězdná pole, která „ubíhala“ za raketkou apod. Dalo se dosáhnout i pokročilejších iluzí, jak předvedla firma Sensible Software ve své hře Parallax.

## Rastrová metoda

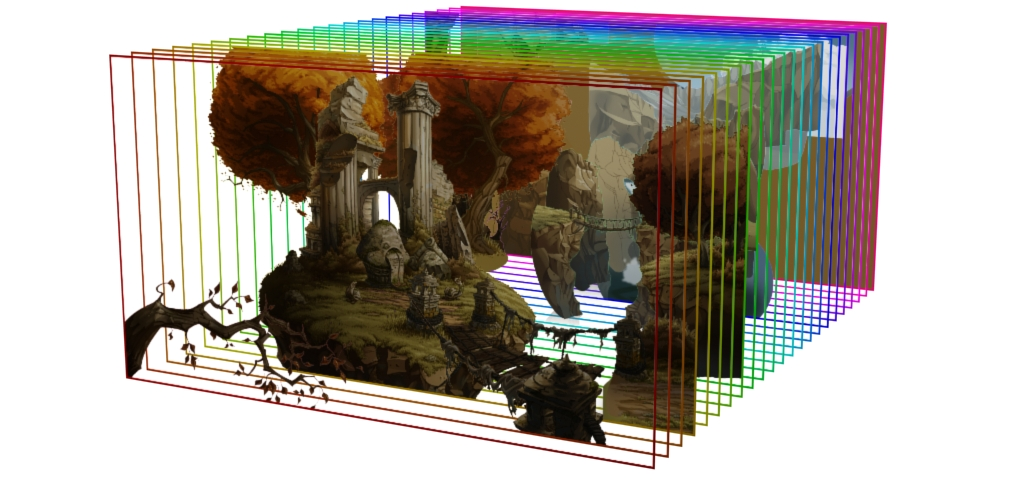
Vrstvy paralaxního scrollingu ve hře Whispered World

V rastrové grafice jsou čáry a body typicky vykreslovány shora dolů. Zpoždění, které vzniká mezi vykreslením dvou po sobě následujících čar, se nazývá horizontal blanking. Hry vytvářené pro starší grafické sady, konkrétně pro 3. a 4. generaci konzolí, využívaly tohoto zpoždění pro vytváření iluze více vrstev.
Některé systémy dokázaly pracovat pouze s jednou vrstvou. Mezi takové patřily 8bitový NES, Game Boy a stará PC. Pokročilejší hry, které na těchto platformách vznikaly, rozdělovaly tuto vrstvu na horizontální proužky, z nichž každý měl jinou pozici a jiný poměr scrollingu. Proužky, které byly nejvýše na obrazovce pak reprezentovaly nejvzdálenější oblast od virtuální kamery. Nejvyšší proužek ještě mohl být mimo to využit jako statické pole pro zobrazování různých informací pro hráče (počet životů, skóre, energie, čas, atp.) Program tedy čekal na horizontal blank a měnil scrollovací pozici vrstvy dříve, než došlo k vykreslování dalších čar. Tato metoda se nazývá rastrový efekt a dá se použít také ke změně systémové palety barev k dosažení efektu barevných přechodů.
Některé konzole (SNES, Mega Drive, Game Boy Advance, Game Boy) využívají horizontal blank pro automatické nastavení registrů nezávisle na zbytku aplikace.
Pokročilejšími rastorvacími technikami lze dosáhnout zajímavých efektů. Kombinací rastrové a vrstvové metody vznikají působivé scény s velkou prostorovou hloubkou. Typickou ukázkou takové kombinace jsou tituly jako Sonic the Hedgehog 2, ActRaiser a Street Fighter 2. V případě, že má každá čára obrazovky svou vlastní vrstvu, vznikne efekt ubíhající silnice. Toho se samozřejmě využívalo při simulaci právě pseudo-3D silnice (případně basketbalového hřiště u hry NBA Jam). Pokud pak ještě systém podporoval rotaci a zvětšování jako doplněk scrollingu, vedlo to k efektu známému jako Mode7, čehož se využívalo ve hrách, kde jako prostředek figurovalo letadlo nebo třeba multikára (F-Zero, Super Mario Kart), případně k ozvláštnění herní scény (Tetanus On Drugs).